# Biljana Borzan

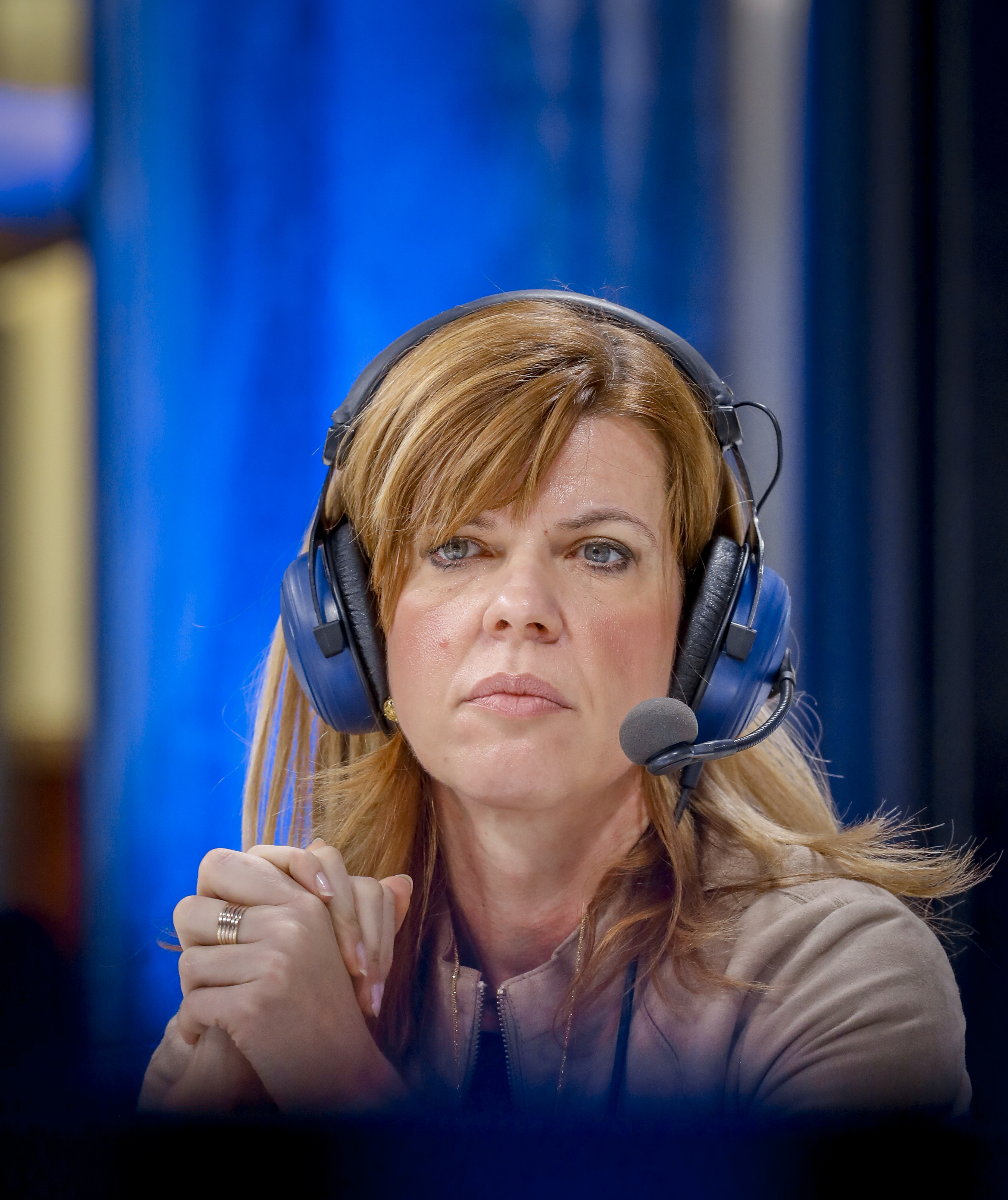
Biljana Borzan, 2017

Biljana Borzan (Osijek, 29 november 1971) is een Kroatische politica van de Sociaaldemocratische Partij van Kroatië.
Sinds 2013 is zij lid van het Europees Parlement en heeft daarin zitting in de commissie voor milieu, volksgezondheid en voedselveiligheid.
Borzan studeerde geneeskunde aan de Universiteit van Zagreb.